# Duppigheim
Duppigheim es una localidad y comuna francesa, situada en el departamento de Bajo Rin en la región de Alsacia. Tiene una población de 1.494 habitantes y una densidad de 202 h/km².
- Datos: Q22779
- Multimedia: Duppigheim / Q22779

1. ↑  Worldpostalcodes.org, código postal n.º 67120.
2. ↑  INSEE, Datos de población para el año 2012 de Duppigheim (en francés).